# منتخب كندا تحت 18 سنة لهوكي الجليد للرجال
منتخب كندا تحت 18 سنة لهوكي الجليد للرجال (بالإنجليزية: Canada men's national under-18 ice hockey team)‏ هو ممثل كندا الرسمي في المنافسات الدولية في هوكي الجليد
.